# Girls und Panzer
Girls und Panzer (jap. ガールズ&パンツァー Gāruzu ando Pantsā) – japoński serial anime wyprodukowany przez studio Actas. Serial został wyreżyserowany przez Tsutomu Mizushimę i wyprodukowany przez Kiyoshiego Sugiyamę. Takaaki Suzuki, który wcześniej współpracował przy Strike Witches i Upotte!! jako doradca historii wojskowej, również był zaangażowany w produkcję tego anime. Serial miał swoją premierę 9 października 2012 roku i był emitowany do 25 marca 2013 roku.
Na podstawie anime powstało sześć mang i light novel wydane przez Media Factory. Film animowany początkowo miał być wydany w 2014 roku, ale data premiery została przesunięta na lato 2015 roku. Film został wydany w japońskich kinach 21 listopada 2015 roku.

## Opis fabuły
Fabuła umiejscowiona jest we wszechświecie, gdzie czołgi z czasów II wojny światowej są wykorzystywane w bojowych zawodach sportowych. Spośród wielu aktywności szkolnych, w których mogą wziąć udział licealistki, jednym z najbardziej popularnych jest „Ścieżka jazdy pancernej” (jap. 戦車道 sensha-dō; dosł. „droga czołgu”), która jest uważana za jedną z tradycyjnych sztuk walki. Miho Nishizumi, dziewczyna z prestiżowej rodziny praktykujących sensha-dō, która doświadczyła traumatycznych zdarzeń w przeszłości, przenosi się do Liceum Ōarai, aby uciec od sensha-dō, gdyż w szkole nie uprawia się tego sportu. Jednak wkrótce po rozpoczęciu przez nią nauki w nowej szkole i zdobyciu nowych przyjaciółek, rada uczniowska zapowiada przywrócenie sensha-dō w Ōarai i zmusza Miho do przyłączenia się, jako jedyną uczennicę z doświadczeniem w tej dziedzinie. Choć na początku niechętnie dołącza do drużyny, Miho szybko ponownie przekonuje się do sensha-dō. Szkoła przygotowuje się do krajowych profesjonalnych rozgrywek sportowych, w których musi konkurować z innymi szkołami.
Fabuła spin-offu Girls und Panzer: Little Army przedstawia Miho, kiedy uczęszczała do szkoły podstawowej i razem z przyjaciółkami Emi, Hitomi i Chihiro uczestniczyła w sensha-dō.

## Manga
Manga autorstwa Ryūichiego Saitaniya była publikowana w magazynie Comic Flapper wydawnictwa Media Factory od 5 czerwca 2012 roku do 5 marca 2014 roku. Pierwszy tom tankōbon ukazał się 21 października 2012 roku, ukazały się cztery tomy. W Polsce ukazała się nakładem wydawnictwa Studio JG.
| Nr | Język japoński       | Język japoński         | Język polski     | Język polski           |
| Nr | Data wydania         | ISBN                   | Data wydania     | ISBN                   |
| -- | -------------------- | ---------------------- | ---------------- | ---------------------- |
| 1  | 21 października 2012 | ISBN 978-48-40147-27-9 | 21 marca 2014    | ISBN 978-83-61356-91-2 |
| 2  | 23 lutego 2013       | ISBN 978-48-40150-13-2 | 17 czerwca 2014  | ISBN 978-83-8001-001-7 |
| 3  | 21 września 2013     | ISBN 978-48-40150-13-2 | 14 sierpnia 2014 | ISBN 978-83-8001-013-0 |
| 4  | 23 kwietnia 2014     | ISBN 978-48-40150-13-2 | 4 lutego 2015    | ISBN 978-83-8001-023-9 |

Prequel zilustrowany przez, Tsuchii, zatytułowany Girls und Panzer: Little Army (jap. ガールズ&パンツァー リトルアーミー Gāruzu ando Pantsā Ritoru Āmī). Manga ukazywała się w magazynie Gekkan Comic Alive od 27 czerwca 2012 r. do 26 stycznia 2013 roku. Została wydana w dwóch tomach tankōbon.
| Nr | Data wydania (język japoński) | ISBN (język japoński)  |
| -- | ----------------------------- | ---------------------- |
| 1  | 20 października 2012          | ISBN 978-48-40147-39-2 |
| 2  | 23 kwietnia 2014              | ISBN 978-48-40150-02-6 |

Drugi spin-off autorstwa Nii-Marco, zatytułowany Girls und Panzer: Motto Love Love sakusen desu! (jap. ガールズ＆パンツァー もっとらぶらぶ作戦です！ Gāruzu ando Pantsā Motto Rabu Rabu sakusen desu!), ukazuje się w magazynie Gekkan Comic Alive od 27 maja 2013 roku. Ukazało się 8 tomów (kwiecień 2017 r.).
| Nr | Data wydania (język japoński) | ISBN (język japoński)  |
| -- | ----------------------------- | ---------------------- |
| 1  | 23 października 2013          | ISBN 978-48-40153-40-9 |
| 2  | 23 kwietnia 2014              | ISBN 978-40-40665-41-2 |
| 3  | 23 października 2014          | ISBN 978-40-40668-74-1 |
| 4  | 23 maja 2015                  | ISBN 978-40-40675-21-3 |
| 5  | 21 listopada 2015             | ISBN 978-40-40678-42-9 |
| 6  | 23 kwietnia 2016              | ISBN 978-40-40682-56-3 |
| 7  | 22 października 2016          | ISBN 978-40-40685-61-8 |
| 8  | 22 kwietnia 2017              | ISBN 978-40-40691-68-8 |

Kolejny spin-off, zatytułowany Girls und Panzer: Ribbon no musha (jap. ガールズ&パンツァー リボンの武者), będący kolaboracją Takeshiego Nogami i Takaakiego Suzuki, jest publikowany w magazynie Comic Flapper od 5 września 2014 roku. Ukazały się 6 tomów (luty 2017 r.).
| Nr | Data wydania (język japoński) | ISBN (język japoński)  |
| -- | ----------------------------- | ---------------------- |
| 1  | 23 lutego 2015                | ISBN 978-40-40672-68-7 |
| 2  | 23 czerwca 2015               | ISBN 978-40-40675-41-1 |
| 3  | 21 listopada 2015             | ISBN 978-40-40678-46-7 |
| 4  | 23 kwietnia 2016              | ISBN 978-40-40682-44-0 |
| 5  | 23 września 2016              | ISBN 978-4040685373    |
| 6  | 23 lutego 2017                | ISBN 978-4040690186    |

Kolejny spin-off zatytułowany Girls und Panzer: Gekitō! Maginot-sen desu!! (jap. ガールズ＆パンツァー 激闘！ マジノ戦ですっ!!), autorstwa Ryūichiego Saitaniya, był publikowany jako manga internetowa na stronie magazynu Comic Walker od 19 listopada 2014 do 19 sierpnia 2015. Manga została wydana w dwóch tomach tankōbon.
| Nr | Data wydania (język japoński) | ISBN (język japoński)  |
| -- | ----------------------------- | ---------------------- |
| 1  | 23 marca 2015                 | ISBN 978-40-40675-01-5 |
| 2  | 19 września 2015              | ISBN 978-40-40678-19-1 |

Sequel mangi Little Army, zatytułowany Girls und Panzer: Little Army II (jap. ガールズ&パンツァー リトルアーミー II Gāruzu ando Pantsā Ritoru Āmī II), również ilustrowany przez Tsuchii, był publikowany w magazynie Gekkan Comic Alive od 27 kwietnia 2015 do 26 marca 2016. Manga została wydana w trzech tomach.
| Nr | Data wydania (język japoński) | ISBN (język japoński)  |
| -- | ----------------------------- | ---------------------- |
| 1  | 22 sierpnia 2015              | ISBN 978-40-40675-94-7 |
| 2  | 23 stycznia 2016              | ISBN 978-40-40682-03-7 |
| 3  | 23 kwietnia 2016              | ISBN 978-40-40682-39-6 |

Na podstawie filmu powstała manga Girls und Panzer gekijō-ban Heartful Tank Anthology (jap. ガールズ＆パンツァー　劇場版　ハートフル・タンク・アンソロジー). Pierwszy tom został wydany 23 maja 2016 roku.
Manga Girls und Panzer: Phase Erika! (jap. ガールズ＆パンツァー　フェイズ エリカ) została stworzona przez Ryūichiego Saitaniya. Opowiada historię Eriki Itsumi tuż po zaczęciu nauki w Kuromorimine. Pierwszy tom ukazał się 23 lutego 2017 roku.

## Anime
Serial anime został wyprodukowany przez studio Actas. Serial rozpoczął emisję w Japonii 9 października 2012 roku i był jednocześnie streamowany przez Crunchyroll. Reżyserem serialu jest Tsutomu Mizushima, a scenarzystką Reiko Yoshida, autorem projektu postaci jest Humikane Shimada. Ze względu na opóźnienia w produkcji, premiera ostatnich dwóch odcinków została przełożona na marzec 2013 r., a w ich miejsce wyemitowano odcinki streszczające fabułę.
Odcinki OVA zostały dołączone do płyt Blu-ray i DVD, które zostały wydane między 21 grudnia 2012 r. a 21 czerwca 2013 roku.
Openingiem był utwór „DreamRiser” w wykonaniu ChouCho, a endingiem był utwór „Enter Enter MISSION!” śpiewany przez Mai Fuchigami, Ai Kayano, Mami Ozaki, Ikumi Nakagami oraz Yukę Iguchi.

## Film
Animowany film kinowy będący kontynuacją serialu, zatytułowany Girls und Panzer der Film (jap. ガールズ&パンツァー 劇場版 Gāruzu ando Pantsā Gekijō-ban), miał premierę 21 listopada 2015 roku w japońskich kinach (pierwotnie zapowiedziany był na 2014 rok).

## Light novel
Media Factory wydało serię light novel autorstwa Yū Hibiki, z ilustracjami Humikane Shimady i Shina Kyōgoku. Ukazały się trzy tomy powieści (stan na czerwiec 2013 r.).
| Nr | Data wydania (język japoński) | ISBN (język japoński)  |
| -- | ----------------------------- | ---------------------- |
| 1  | 22 listopada 2012             | ISBN 978-4-8401-4877-1 |
| 2  | 25 lutego 2013                | ISBN 978-4-8401-4985-3 |
| 3  | 25 czerwca 2013               | ISBN 978-4-8401-5226-6 |

## Gra komputerowa
Na podstawie serii powstała gra komputerowa na platformę PlayStation Vita, zatytułowana Girls und Panzer: Senshadō, kiwamemasu! (jap. ガールズ＆パンツァー 戦車道、極めます！). Ukazała się w Japonii 26 czerwca 2014 roku. Gra została wyprodukowana przez Bandai Namco Games. Jest to gra komputerowa z gatunku third-person shooter, mechanika gry pozwala graczowi przełączać się między różnymi czołgami na polu bitwy w czasie rzeczywistym, w celu kontrolowania wielu czołgów z tej samej drużyny. Gracz może sterować czołgiem zarówno z perspektywy trzeciej osoby jak i „scope mode” – dający widok z działa czołgu z perspektywy pierwszej osoby, co pozwala lepiej określić swój cel. Gra posiada tryb story, a także „Battle Royale”, w którym gracz może tworzyć własna drużynę według uznania.

## Odbiór
Pierwsza emisja serialu anime 10 odcinków w roku 2012 otrzymała pozytywne oceny telewizyjne i dużą oglądalność. Sprzedaż Blu-ray pierwszego tomu z odcinkami anime w Japonii osiągnęła drugie miejsce na liście Oricon w pierwszym tygodniu sprzedaży. Trzeci tom Blu-ray odniósł podobny sukces w marcu osiągając w trzecie miejscu za Mobile Suit Gundam Unicorn i Magical Girl Lyrical Nanoha the Movie 2nd A's. Tom czwarty sprzedał się w ilości 28 410 egzemplarzy, piąty – 33 450 egzemplarzy, a szósty – 32 385 egzemplarzy. Blu-ray z odcinkami OVA sprzedało się w ilości 35 909 egzemplarzy, 
Redakcja polskojęzycznego serwisu tanuki.pl przyznała anime ocenę 7,75/10 (7,2/10 wedle czytelników), a mandze – ocenę 6,67/10 (7,65/10 wedle czytelników).